# Türkische Fußballnationalmannschaft (U-17-Juniorinnen)
Die türkische U-17-Fußballnationalmannschaft der Frauen repräsentiert die Türkei im internationalen Frauenfußball. Die Nationalmannschaft untersteht der Türkiye Futbol Federasyonu und wird seit 2021 von Nazlı Ceylan Demirbağ trainiert.
Die Mannschaft wurde 2006 gegründet und nimmt seit 2007 an der Qualifikation zur U-17-Europameisterschaft für die Türkei teil. Bislang ist es dem Team jedoch nie gelungen, sich für eine EM-Endrunde zu qualifizieren. Zumeist scheiterte die türkische U-17-Auswahl bereits in der ersten Qualifikationsrunde, erreichte nur zweimal (2015 und 2018) Runde zwei. 2022 stieg die Türkei im neuen Qualifikationssystem in Liga A auf.

## Turnierbilanz

### Weltmeisterschaft
| Jahr   | Gastgeber           | Platzierung        |
| ------ | ------------------- | ------------------ |
| 2008   | Neuseeland          | nicht qualifiziert |
| 2010   | Trinidad und Tobago | nicht qualifiziert |
| 2012   | Aserbaidschan       | nicht qualifiziert |
| 2014   | Costa Rica          | nicht qualifiziert |
| 2016   | Jordanien           | nicht qualifiziert |
| 2018   | Uruguay             | nicht qualifiziert |
| 2021 1 | Indien 1            | – 1                |
| 2022   | Indien              | nicht qualifiziert |

### Europameisterschaft
| Jahr   | Gastgeber               | Platzierung            |
| ------ | ----------------------- | ---------------------- |
| 2008   | Schweiz                 | 1. Qualifikationsrunde |
| 2009   | Schweiz                 | 1. Qualifikationsrunde |
| 2010   | Schweiz                 | 1. Qualifikationsrunde |
| 2011   | Schweiz                 | 1. Qualifikationsrunde |
| 2012   | Schweiz                 | 1. Qualifikationsrunde |
| 2013   | Schweiz                 | 1. Qualifikationsrunde |
| 2014   | England                 | 1. Qualifikationsrunde |
| 2015   | Island                  | 2. Qualifikationsrunde |
| 2016   | Belarus                 | 1. Qualifikationsrunde |
| 2017   | Tschechien              | 1. Qualifikationsrunde |
| 2018   | Litauen                 | 2. Qualifikationsrunde |
| 2019   | Bulgarien               | 1. Qualifikationsrunde |
| 2020 2 | Schweden 2              | – 2                    |
| 2021 2 | Färöer 2                | – 2                    |
| 2022   | Bosnien und Herzegowina | Liga B 3               |
| 2023   | Estland                 | Liga B                 |

## Trainer
| Trainer/-in           | Jahre     |
| --------------------- | --------- |
| Ali Kızılet           | 2006–2008 |
| Hamdi Aslan           | 2009–2010 |
| Taygun Erdem          | 2010–2012 |
| Nur Mustafa Gülen     | 2012      |
| Talat Tuncel          | 2012–2014 |
| Necla Güngör Kırağası | 2015–2020 |
| Nazlı Ceylan Demirbağ | 2021–     |